# 聖馬利諾—美國關係

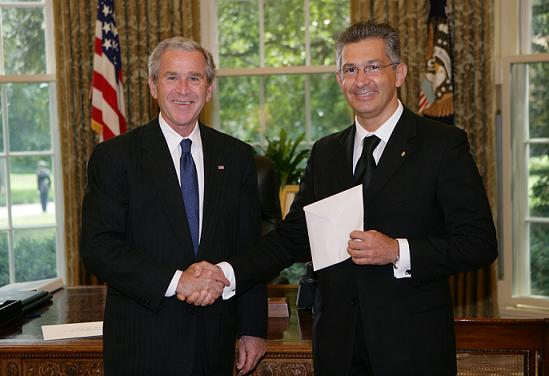
圣马力诺驻美国第一任大使保罗·隆代利与美国前总统乔治·W·布什。

圣马力诺-美国关系是圣马力诺和美国之间的双边关系。

## 历史
美国和圣马力诺有着友好的外交关系。在美国内战期间，圣马力诺提议与美国结成共和联盟。1906年，两国签署了引渡条约。第一次世界大战期间，美国以圣马力诺的名义进行干预，试图释放被关押在奥匈帝国的圣马力诺战俘。然而，他们的请求被拒绝。圣马力诺一贯支持美国的外交政策立场以及美国在国际组织中的候选人。这两个国家关系很好。2006年9月，乔治·W·布什总统任命罗纳德·P·斯普利为驻意大利大使，同时担任驻圣马力诺大使。斯普利大使是美国历史上第一位驻圣马力诺大使。为了领事目的，该共和国在佛罗伦萨领事区的管辖范围内。领事馆官员定期访问圣马力诺，执行外交任务，代表美国利益，管理领事服务。截至2013年9月，约翰·R·菲利普斯是美国驻圣马力诺(和意大利)大使。2007年7月，大使保罗·隆德利成为圣马力诺第一位驻美大使。